# Zazie kisasszony
A Zazie kisasszony (eredeti cím: Mademoiselle Zazie) francia televíziós 3D-s számítógépes animációs sorozat, amelyet Romain Villemaine rendezett. A forgatókönyvet Pascal Mirleau írta, a zenéjét Victor Belin szerezte. Franciaországban a French 5 vetítette, Magyarországon az M2 sugározta.

## Ismertető
Mademoiselle Zazie egy 7 éves kislány. A legjobb barátja Max, akivel elválaszthatatlanul jó barátok. A többi barátaik Pedro, Tariq, Cindy és Abigail. A tengerpart közelében él, a barátaival együtt. A tengerparton együtt játszanak, csupa mókás játékot. A csapatuk mindenkit szívesen befogad a játszásaikba, a privát tréfálkozásaikba és a kalandozásaikba. Elkezdik felfedezni, hogy milyen a felnőttek világa, és olyan problémákat fognak megoldani, amik már felnőttekként nem is jelentene nekik problémát.

## Szereplők
- Zazie – Kántor Kitty
- Max – Baráth István
- Pedro – Pálmai Szabolcs
- Tarig – ?
- Cindy – ?
- Abigail – Andrádi Zsanett
- Clodomir – Markovics Tamás
- Alfredó – Bogdán Gergő
- Zazie Anya – Orosz Anna
- Tanárnő – Náray Erika

## Epizódok

### 1. évad
1. Zazie legjobb barátja
2. Tanítás a strandon?
3. Tetűirtás
4. Rejtelmes gyomok
5. Kedvenc szörnyeteg
6. Kölcsönkenyér visszajár
7. Nagy szökés
8. Batu-Batu
9. Max kesergője
10. Rejtélyes apa
11. Családi titok
12. Élet az akváriumban
13. Ha Zazie felnő
14. Graffiti-rejtély
15. Zazie csak egy van
16. Tengerparti szörnyeteg
17. Egy igazi bajnok
18. Myrtle
19. Elég a hercegnőéletből!
20. Édeske elmegy
21. Tarek és a félelmetes rákok
22. Papaválogatás
23. Pizsamaparti
24. Hogyan legyünk érdekesek?
25. Cindy híres
26. Tanári titkosszolgálat
27. Pedro kihívása
28. Egy vödörnyi rák
29. Max füllent
30. Ki látta Tareket?
31. Poratkák
32. Lámpaláz
33. Hercegnők és sárkányok
34. Abigél rajongója
35. Kétségbeesetten keresek egy zöld tollat
36. Tökmag is zsákol
37. Az eltűnt tolltartó esete
38. Nehéz hősiesség
39. Ha szégyen a haj

### 2. évad
1. Tortaakció
2. Ne bántsd a mammutot!
3. Izmos babák
4. Szúrás az ujjhegyen
5. Pedro japán akar lenni
6. Max, a nagy bűvész
7. Palackposta
8. Semmi munka, csupa játék
9. Zazie kisasszony filmje
10. Pedro szégyene